# Långtjärnen (Los socken, Hälsingland, 682474-145856)
Långtjärnen är en sjö i Ljusdals kommun i Hälsingland och ingår i Ljusnans huvudavrinningsområde.